# Walter Voordeckers
Walter Voordeckers (Turnhout, Bélgica, 2 de septiembre de 1939 - Santa Lucía Cotzumalguapa, Guatemala, 12 de mayo de 1980) fue un sacerdote católico belga, asesinado en Guatemala, país en el que servía como misionero.

## Biografía
En 1960, hizo sus primeros votos en la Congregación del Corazón Inmaculado de María (Scheutistas). Fue ordenado sacerdote en 1965. En 1966, fue enviado como misionero a Guatemala, incorporándose a tareas pastorales en la prelatura de Escuintla. En la década de 1970, trabajó en la parroquia de Santa Lucía Cotzumalguapa, atendiendo pastoralmente a las comunidades de campesinos y trabajadores estacionales, junto al seminarista Serge Berten.
Las condiciones de vida de los trabajadores de las fincas algodoneras y de los ingenios de caña de azúcar lo impresionaron. Por consiguiente, adoptó una línea pastoral cercana la teología de la liberación, defendiendo el compromiso ético social de los cristianos. Para difundir su mensaje entre los campesinos, utilizó la metodología denominada "Familias de Dios", inspirada en la pedagogía de Paulo Freire.
Aunque el P. Voordeckers no militó en organizaciones sociales, defendía el derecho de sus feligreses a participar en grupos como el Comité de Unidad Campesina, para reclamar la mejora de condiciones laborales; además, en 1976, fue señalado por donar alimentos a los trabajadores en huelga de un ingenio azucarero. En el ambiente militarizado de Guatemala, estos gestos eran calificados como subversivos, por ello, empezó a recibir amenazas de muerte de parte del grupo paramilitar Ejército Secreto Anticomunista.
El 12 de mayo de 1980, mientras caminaba en las afueras de la casa parroquial de Santa Lucía Cotzumalguapa, fue atacado por cuatro individuos armados que le dispararon y le provocaron la muerte. En 1999, la Comisión de Esclarecimiento Histórico determinó que el P. Voordeckers: "fue víctima de agentes del Estado o de sujetos que contaron con su aquiescencia o tolerancia o, en todo caso, con su posterior protección y encubrimiento".